# Coryse Kieffer
Coryse Jeanne Mathilde Lutz-Kieffer (Luxemburg-Stad, 15 oktober 1928 – Mondorf-les-Bains, 25 juni 2000) was een Luxemburgs kunstschilder en tekenaar.

## Leven en werk
Coryse Kieffer werd geboren in de stad Luxemburg als dochter van chemisch ingenieur Nicolas Kieffer en Anne Theis, het gezin woonde in Remich. Ze studeerde vanaf 1949 aan de kunstacademie van Nancy en vervolgens aan de Koninklijke Academie voor Schone Kunsten van Brussel. In 1950 won ze met architectuurstudent Narce Lutz (1925-1984) de tweede Premier prix de Concours des Trois Arts. Later dat jaar won ze, ex aequo met Robert Weimerskirch, op de salon van de Cercle Artistique de Luxembourg (CAL) de Prix de la Jeune Peinture, een aanmoedigingsprijs voor jonge schilders. 
In 1952 trouwde ze met Lutz en ontving ze de Prix des Jeunes du Dessin et de la Gravure. Ze bleef na het huwelijk haar eigen naam gebruiken. Kieffer studeerde verder bij Eugène Narbonne aan de École nationale supérieure des beaux-arts (1952-1954) in Parijs. Ze had onder meer solotentoonstellingen bij Galerie Bradtké (1955) en Galerie Wierschem (1962) in Luxemburg-Stad, exposeerde met Ben Heyart, Charles Kohl en Yola Reding bij galerie La Studio (1959), nam deel aan een tentoonstelling van Luxemburgse schilderkunst in het museum van Elsene (1965) en exposeerde geregeld op de salons van de Cercle Artistique de Luxembourg. Ze kreeg de Prix Grand-Duc Adolphe toegekend voor het werk dat ze toonde op de Salon du CAL 1953. Internationaal behaalde ze een derde plaats op de biënnale van São Paulo (1955) en een eerste plaats op de biënnale van Parijs (1959). Vanaf de jaren 60 gaf ze tekenles aan het meisjeslyceum in Esch-sur-Alzette. Haar werk is opgenomen in de collectie van het Musée national d'archéologie, d'histoire et d'art.
Coryse Kieffer werd in 1980 benoemd tot ridder in de Orde van de Eikenkroon. Ze overleed op 71-jarige leeftijd.
- Musée national d'archéologie, d'histoire et d'art: lkl001055
- RKD-Nederlands Instituut voor Kunstgeschiedenis: 44267